# Dasineura chrysanthemi
Dasineura chrysanthemi är en tvåvingeart som först beskrevs av Heath 1962.  Dasineura chrysanthemi ingår i släktet Dasineura och familjen gallmyggor. Inga underarter finns listade i Catalogue of Life.